# Panaxia balcanica
Panaxia balcanica är en fjärilsart som beskrevs av Daniel 1951. Panaxia balcanica ingår i släktet Panaxia och familjen björnspinnare. Inga underarter finns listade i Catalogue of Life.